# Gyrofrekvens
Gyrofrekvensen eller cyklotronfrekvensen eller Larmor-frekvens är inom plasmafysiken den frekvens med vilken en elektriskt laddad partikel som befinner sig i ett magnetiskt fält rör sig i cirkelrörelse i planet vinkelrätt mot magnetfältet.
Radien i denna cirkel kallas gyroradie eller cyklotronradie.
Om magnetfältets styrka är {\displaystyle B}, partikelns elektriska laddning är {\displaystyle q} och dess massa är {\displaystyle m} så ges gyrofrekvensen
{\displaystyle f_{\mathrm {c} }} av
{\displaystyle f_{\mathrm {c} }={\frac {1}{2\pi }}{\frac {qB}{m}}.}
I detta uttryck är tecknet medräknat, så att negativt laddade partiklar har negativ frekvens. Detta är väsentligt när man gör beräkningar på vågor, men ofta utelämnas annars tecknet, så att {\displaystyle q} i formeln ovan ersätts med sitt absolutbelopp, {\displaystyle |q|.}
Om partikelns fart i riktning vinkelrätt mot magnetfältet är {\displaystyle v_{\perp }}
blir gyroradien
{\displaystyle r_{\mathrm {g} }={\frac {mv_{\perp }}{|q|B}}.}
Man kan notera att för ett givet partikelslag så beror gyrofrekvensen bara av magnetfältstyrkan. I ett område av ett plasma där magnetfältet är konstant så rör sig alltså alla elektroner med samma gyrofrekvens, elektrongyrofrekvensen {\displaystyle f_{\mathrm {c} e}}. På samma sätt rör sig alla protoner med en annan gyrofrekvens, som är mycket lägre på grund av protonens större massa; alla syrejoner med ännu lägre frekvens osv. Gyroradien kan däremot variera stort för partiklar av ett och samma partikelslag, eftersom den också beror av deras fart, vilket i regel är deras termiska rörelse i plasmat. Man kan också notera att negativa och positiva laddningar rör sig åt olika håll: tittar man längs magnetfältets riktning ser man de negativa partiklar, exempelvis elektroner, rotera medurs och de positiva partiklarna moturs.
Gyroperioden eller cyklotronperioden, alltså hur lång tid det tar för laddningen att fullborda ett varv, blir {\displaystyle T_{\mathrm {c} }=1/f_{\mathrm {c} }.}
Uttrycken ovan följer från Newtons andra lag där kraften i detta fall är Lorentzkraften.